# 제임스 브라운 아레나
제임스 브라운 아레나(James Brown Arena)은 미국 조지아주 오거스타에 위치한 실내 경기장이다. 과거 ECHL 오거스타 링크스와 SPHL 오거스타 리버호크스의 홈경기장으로 사용했다.